# 에노우라촌 (후쿠오카현)
에노우라촌(江浦村)은 후쿠오카현 미이케군에 있던 촌이다. 현재의 미야마시의 일부에 해당한다.  

## 역사
- 1889년 4월 1일 - 정촌제 시행에 의해 미이케군 에노우라촌이 성립하였다.
- 1931년 10월 1일 - 이와타촌, 후타가와촌과 합병해 다카타촌이 신설하여 소멸했다.

## 참고문헌
- 『市町村名変遷辞典』東京堂出版、1990年。